# 85516 Vaclík
(85516) Vaclík, denumire internațională (85516) Vaclik, este un asteroid din centura principală de asteroizi.

## Descriere
85516 Vaclík este un asteroid din centura principală de asteroizi. A fost descoperit pe 2 noiembrie 1997 la Observatorul Kleť de Jana Tichá și Miloš Tichý. Asteroidul prezintă o orbită caracterizată de o semiaxă mare de 2,35 ua, o excentricitate de 0,25 și o înclinație de 5,8° în raport cu ecliptica.